# فریتس هاگمان
فریتس هاگمان (انگلیسی: Fritz Hagmann; ۲۸ مارس ۱۹۰۱ – ۱۴ دسامبر ۱۹۷۴) کشتی‌گیر آزاد اهل سوئیس بود.